# Гиннесс, Алек
Сэр Алек Ги́ннесс (англ. Alec Guinness; 2 апреля 1914[…], Марилебон, Большой Лондон — 5 августа 2000[…], Мидхерст, Юго-Восточная Англия[…]) — британский актёр театра и кино. В 1958 году удостоен премии «Оскар» за лучшую мужскую роль в военном фильме «Мост через реку Квай», а спустя два десятилетия ему была вручена почётная награда Американской киноакадемии за выдающиеся заслуги в кинематографе.

## Биография
Алек Гиннесс де Кафф родился 2 апреля 1914 года в Лондоне. Дебютировал в театре Джона Гилгуда, который в 1938 году доверил ему играть Гамлета. К 1955 году его репутация в театральном мире была такова, что королева наградила его орденом Британской империи, а четыре года спустя произвела в рыцари. Первый успех в кино пришёл к нему после чёрной комедии «Добрые сердца и короны» (1949), в которой Гиннесс сыграл сразу 8 человек, включая женщину.
Во время Второй мировой войны подал заявление о зачислении в Королевский военно-морской резерв и после получения базовой подготовки был назначен в центр комбинированных операций, где получил военную специальность командира десантного корабля. В 1943 году в качестве командира большого пехотно-десантного корабля LCI(L) 124 — Landing Craft Infantry (Large) воевал на Средиземном море, после высадки сил союзников на Сицилию корабль Алека Гиннесса был назначен для тайной доставки грузов югославским партизанам.
В кино Гиннесс в основном снимался у Дэвида Лина — режиссёра, известного своими крупнобюджетными постановками на исторические темы. Лин заметил его в театральной постановке диккенсовских «Больших надежд» и предложил исполнить ту же роль в киноверсии романа. Гиннесс был задействован практически во всех последующих проектах Лина, включая «Оливера Твиста» (1948), «Мост через реку Квай» (1957), «Лоуренса Аравийского» (1962), «Доктора Живаго» (1965) и «Поездку в Индию» (1984).
За «Мост через реку Квай» Гиннесс был награждён «Оскаром». Большинству зрителей следующего поколения он известен как джедай Оби-Ван Кеноби из «Звёздных войн». Хотя эта роль принесла ему миллионное состояние, актёр, по слухам, недолюбливал её, и Джорджу Лукасу стоило немало времени и нервов убеждать его принять участие в съёмках каждого нового эпизода. За роль Оби-Вана Кеноби в фильме «Звёздные войны. Эпизод IV: Новая надежда» Гиннесс получил номинацию на «Оскар» за лучшую мужскую роль второго плана, и в настоящее время он единственный актёр, который был номинирован за роль в фильмах франшизы «Звёздные войны».
Алек Гиннесс скончался в ночь на 5 августа 2000 года в больнице короля Эдуарда VII в Мидхерсте, Западный Суссекс, в возрасте 86 лет. В феврале 2000 года у него был диагностирован рак простаты, а за два дня до его смерти — рак печени. Та же самая болезнь была и у супруги Гиннеса, которая умерла через два месяца после него. Прощание с актёром прошло в католической церкви святого Лаврентия в Питерсфилде, Гэмпшир, на городском кладбище которого он был похоронен.
Цифровая архивная аудиозапись голоса Гиннесса использовалась в фильмах «Звёздные войны: Пробуждение силы» (2015) и «Звёздные войны: Скайуокер. Восход» (2019).

## Фильмография
| Год  |    | Русское название                                        | Оригинальное название               | Роль                           |
| ---- | -- | ------------------------------------------------------- | ----------------------------------- | ------------------------------ |
| 1934 | ф  | Вечерняя молитва                                        | Evensong                            | солдат в концертном зале       |
| 1946 | ф  | Большие надежды                                         | Great Expectations                  | Герберт Покет                  |
| 1948 | ф  | Оливер Твист                                            | Oliver Twist                        | Фейгин                         |
| 1949 | ф  | Добрые сердца и короны                                  | Kind Hearts and Coronets            | разные персонажи               |
| 1949 | ф  | Погоня за деньгами                                      | A Run for Your Money                | Уимпл                          |
| 1950 | ф  | Последний отпуск                                        | Last Holiday                        | Джордж Бёрд                    |
| 1950 | ф  | Жаворонок в грязи                                       | The Mudlark                         | Бенджамин Дизраэли             |
| 1951 | ф  | Банда с Лавендер Хилл                                   | The Lavender Hill Mob               | Генри «Датч» Холланд           |
| 1951 | ф  | Человек в белом костюме                                 | The Man in the White Suit           | Сидни Стрэттон                 |
| 1952 | ф  | Ловкач                                                  | The Card                            | Эдвард Генри «Денри» Мэчин     |
| 1953 | ф  | Рай капитана                                            | The Captain’s Paradise              | капитан Генри Сент-Джеймс      |
| 1953 | ф  | Мальтийская история                                     | Malta Story                         | капитан авиации Питер Росс     |
| 1954 | ф  | Отец Браун                                              | Father Brown                        | отец Браун                     |
| 1955 | ф  | В Париж с любовью                                       | To Paris with Love                  | полковник сэр Эдвард Фрейзер   |
| 1955 | ф  | Пленник                                                 | The Prisoner                        | кардинал                       |
| 1955 | тф | —                                                       | Baker’s Dozen                       | майор                          |
| 1955 | ф  | Замочить старушку                                       | The Ladykillers                     | профессор Маркус               |
| 1956 | ф  | Лебедь                                                  | The Swan                            | принц Альберт                  |
| 1957 | ф  | Мост через реку Квай                                    | The Bridge on the River Kwai        | полковник Николсон             |
| 1957 | ф  | Закрытый закон                                          | Barnacle Bill                       | капитан Уильям Горацио Амброуз |
| 1958 | ф  | Устами художника                                        | The Horse’s Mouth                   | Галли Джимсон                  |
| 1959 | ф  | Козёл отпущения                                         | The Scapegoat                       | Джон Барратт / Жак де Гу       |
| 1959 | с  | —                                                       | Startime                            | Джебал Дикс                    |
| 1959 | ф  | Наш человек в Гаване                                    | Our Man in Havana                   | Джим Уормолд                   |
| 1960 | ф  | Мотивы славы                                            | Tunes of Glory                      | майор Джон Синклер             |
| 1961 | ф  | Величие одного                                          | A Majority of One                   | Коичи Асано                    |
| 1962 | ф  | Вызывающий проклятье                                    | HMS Defiant                         | капитан Коуфорд                |
| 1962 | ф  | Лоуренс Аравийский                                      | Lawrence of Arabia                  | принц Фейсал                   |
| 1964 | ф  | Падение Римской империи                                 | The Fall of the Roman Empire        | Марк Аврелий                   |
| 1965 | ф  | Ситуация безнадёжная… но несерьёзная                    | Situation Hopeless… But Not Serious | Вингельм Фрик                  |
| 1965 | ф  | Доктор Живаго                                           | Doctor Zhivago                      | Евграф Живаго                  |
| 1966 | ф  | Отель «Парадизо»                                        | Hotel Paradiso                      | Бенедикт Бонифейс              |
| 1966 | ф  | Меморандум Квиллера                                     | The Quiller Memorandum              | Пол                            |
| 1967 | ф  | Комедианты                                              | The Comedians                       | майор Джонс                    |
| 1969 | с  | Тридцать минут театра                                   | Thirty-Minute Theatre               | палач                          |
| 1970 | с  | Театр субботнего вечера на ITV                          | ITV Saturday Night Theatre          | Мальволио                      |
| 1970 | ф  | Кромвель                                                | Cromwell                            | король Карл I Стюарт           |
| 1970 | ф  | Скрудж                                                  | Scrooge                             | призрак Джейкоба Марли         |
| 1972 | ф  | Брат Солнце, сестра Луна                                | Brother Sun, Sister Moon            | папа Иннокентий III            |
| 1973 | ф  | Гитлер: Последние десять дней                           | Hitler: The Last Ten Days           | Адольф Гитлер                  |
| 1974 | тф | Подарок другу                                           | The Gift of Friendship              | Джослин Брум                   |
| 1976 | тф | Цезарь и Клеопатра                                      | Caesar and Cleopatra                | Гай Юлий Цезарь                |
| 1976 | ф  | Ужин с убийством                                        | Murder by Death                     | дворецкий Бенсонмем            |
| 1977 | ф  | Звёздные войны. Эпизод IV: Новая надежда                | Star Wars                           | Оби-Ван Кеноби                 |
| 1979 | с  | Шпион, выйди вон!                                       | Tinker, Tailor, Soldier, Spy        | Джордж Смайли                  |
| 1980 | ф  | Звёздные войны. Эпизод V: Империя наносит ответный удар | The Empire Strikes Back             | Оби-Ван Кеноби                 |
| 1980 | ф  | Поднять «Титаник»                                       | Raise the Titanic                   | Джон Бигелоу                   |
| 1980 | тф | Маленький лорд Фаунтлерой                               | Little Lord Fauntleroy              | граф Доринкорт                 |
| 1982 | с  | Люди Смайли                                             | Smiley’s People                     | Джордж Смайли                  |
| 1983 | ф  | Любовный недуг                                          | Lovesick                            | Зигмунд Фрейд                  |
| 1983 | ф  | Звёздные войны. Эпизод VI: Возвращение джедая           | Return of the Jedi                  | Оби-Ван Кеноби                 |
| 1984 | ф  | Поездка в Индию                                         | A Passage to India                  | профессор Годбоул              |
| 1984 | тф | Эдвин                                                   | Edwin                               | сэр Феннимор Траскотт          |
| 1987 | с  | Великие представления                                   | Great Performances                  | отец Кихот                     |
| 1987 | ф  | Крошка Доррит                                           | Little Dorrit                       | Уильям Доррит                  |
| 1988 | ф  | Пригоршня праха                                         | A Handful of Dust                   | мистер Тодд                    |
| 1991 | ф  | Кафка                                                   | Kafka                               | начальник                      |
| 1992 | с  | Представление                                           | Performance                         | Генрих Манн                    |
| 1993 | тф | Чужое поле                                              | A Foreign Field                     | Эймос                          |
| 1994 | ф  | Немой свидетель                                         | Mute Witness                        | потрошитель                    |
| 1996 | тф | День Эскимо                                             | Eskimo Day                          | Джеймс                         |
| 2015 | ф  | Звёздные войны: Пробуждение силы                        | Star Wars: The Force Awakens        | Оби-Ван Кеноби                 |
| 2019 | ф  | Звёздные войны: Скайуокер. Восход                       | Star Wars: The Rise of Skywalker    | Оби-Ван Кеноби                 |

## Роли в театре
- 1946, 16 июля — 11 августа — «Порочный круг» / «Vicious circle», по пьесе Сартра «За закрытыми дверями». Реж. Питер Брук / Артс-театр, Лондон, — Гарсэн
- 1946 — «Братья Карамазовы», инсценировка А. Гиннесса по мотивам романа Ф. М. Достоевского. Реж. Питер Брук / Лирик-театр[англ.], Лондон, — Митя Карамазов

## Награды и номинации
| Награда        | Год  | Категория                                     | Фильм/Телесериал/Постановка              | Результат |
| -------------- | ---- | --------------------------------------------- | ---------------------------------------- | --------- |
| Оскар          | 1953 | Лучшая мужская роль                           | Банда с Лавендер Хилл                    | Номинация |
| Оскар          | 1958 | Лучшая мужская роль                           | Мост через реку Квай                     | Победа    |
| Оскар          | 1959 | Лучший адаптированный сценарий                | Устами художника                         | Номинация |
| Оскар          | 1978 | Лучшая мужская роль второго плана             | Звёздные войны. Эпизод IV: Новая надежда | Номинация |
| Оскар          | 1980 | Почётная премия                               |                                          | Победа    |
| Оскар          | 1989 | Лучшая мужская роль второго плана             | Крошка Доррит                            | Номинация |
| BAFTA          | 1956 | Лучшая мужская роль                           | Заключённый                              | Номинация |
| BAFTA          | 1958 | Лучшая мужская роль                           | Мост через реку Квай                     | Победа    |
| BAFTA          | 1960 | Лучший сценарий                               | Устами художника                         | Номинация |
| BAFTA          | 1961 | Лучшая мужская роль                           | Мотивы славы                             | Номинация |
| BAFTA          | 1989 | Academy Fellowship                            |                                          | Победа    |
| BAFTA TV       | 1980 | Лучшая мужская роль                           | Шпион, выйди вон!                        | Победа    |
| BAFTA TV       | 1983 | Лучшая мужская роль                           | Люди Смайли                              | Победа    |
| BAFTA TV       | 1986 | Лучшая мужская роль                           | Монсеньор Кихот                          | Номинация |
| Золотой глобус | 1958 | Лучшая мужская роль в драме                   | Мост через реку Квай                     | Победа    |
| Золотой глобус | 1978 | Лучшая мужская роль второго плана             | Звёздные войны. Эпизод IV: Новая надежда | Номинация |
| Золотой глобус | 1989 | Лучшая мужская роль второго плана             | Крошка Доррит                            | Номинация |
| Эмми           | 1960 | Лучшая мужская роль в мини-сериале или фильме | Звёздное время                           | Номинация |
| Эмми           | 1983 | Лучшая мужская роль в мини-сериале или фильме | Люди Смайли                              | Номинация |
| Тони           | 1964 | Лучшая мужская роль в пьесе                   | Дилан                                    | Победа    |